# Future Wars
Future Wars (tytuł oryginalny Les voyageurs du temps: la menace) – komputerowa gra przygodowa wyprodukowana i wydana w 1989 roku przez francuską spółkę Delphine Software.

## Fabuła
Głównym bohaterem gry jest robotnik, pomywacz okien w wieżowcach, który przypadkiem na zapleczu biura swojego szefa odkrywa maszynę służącą do podróży w czasie. Przemieszczając się w czasie, bohater musi zapobiec inwazji kosmitów i uratować dziewczynę przynależącą do ruchu oporu przeciwko najeźdźcom.

## Odbiór
Future Wars została uhonorowana nagrodą Tilt d'Or dla najlepszej gry przygodowej roku w języku francuskim, a także nagrodą 4 d'Or dla najlepszej francuskiej gry roku.